# Mauro Rostagno
Mauro Rostagno (Torino, 6 marzo 1942 – Lenzi di Valderice, 26 settembre 1988) è stato un sociologo, giornalista e attivista italiano.
È stato uno dei fondatori del movimento politico Lotta Continua e della comunità socioterapeutica Saman, inizialmente ispirata al movimento di Osho Rajneesh. Venne assassinato in Sicilia da Cosa nostra; dopo l'omicidio del magistrato Antonino Saetta. Sul luogo dell'agguato è stato posizionato un monumento commemorativo che recita: Mauro Rostagno - "vittima della mafia" - «Io sono più trapanese di voi perché ho scelto di esserlo». È stato sepolto al cimitero di Valderice, con un funerale religioso.

## Biografia

### Origini e formazione
Figlio di genitori piemontesi, entrambi dipendenti Fiat, cresce a Torino in una casa nella zona di corso Dante. Nel 1960, a diciott'anni, si sposa con una ragazza poco più giovane di lui e dalla quale ha la prima figlia, motivo per cui non riesce subito a conseguire la maturità scientifica.
Dopo pochi mesi lascia moglie e figlia recandosi prima in Germania e poi nel Regno Unito, dove si adatta a svolgere i mestieri più umili. Tornato in Italia, si stabilisce a Milano dove consegue la maturità liceale con il proposito di fare il giornalista. Nel corso di una protesta sotto il consolato spagnolo, per la morte di un ragazzo ucciso in Spagna dal regime franchista, rischia di essere investito da un tram. Emigra nuovamente, questa volta in Francia, e si stabilisce a Parigi. L'esperienza transalpina tuttavia dura poco: nel corso di una manifestazione giovanile, viene fermato dalla polizia e successivamente espulso.

### La partecipazione alSessantotto

Mauro Rostagno alla guida delle manifestazioni studentesche del Sessantotto

Ritornato in Italia, si iscrive alla neonata facoltà di sociologia dell'Università degli Studi di Trento. Come giovane militante del PSIUP, nel 1966 insieme ad altri studenti quali Marco Boato, Renato Curcio, Margherita Cagol, Marianella Pirzio Biroli, occupa la facoltà trentina divenendo ben presto uno dei leader di punta del Sessantotto italiano. 
L'esperienza determinò una rottura dei vecchi schemi didattici, ma condurrà poi diversi dei suoi protagonisti all'estremismo di sinistra e all’esperienza della lotta armata: tra questi Curcio (che divise per un po' di tempo l'appartamento con Rostagno) e Cagol, i quali fonderanno in seguito le Brigate Rosse.
A confrontarsi con gli studenti del movimento vi furono professori come Francesco Alberoni, Giorgio Galli, Beniamino Andreatta. Non mancarono i momenti di tensione, le occupazioni della facoltà, gli scontri con i missini e le forze di polizia. Mauro, marxista libertario, non violento e profondamente contrario alla lotta armata, fu tra i fondatori del movimento Lotta Continua insieme con Adriano Sofri, Guido Viale, Marco Boato, Giorgio Pietrostefani, Paolo Brogi, Enrico Deaglio nel 1969.
Nel 1970 Rostagno si laurea in sociologia con una tesi di gruppo su Rapporto tra partiti, sindacati e movimenti di massa in Germania, con una provocatoria discussione nonostante la quale consegue il massimo dei voti e la lode.

### L'esperienza in "Lotta Continua" e la creazione di "Macondo"
Dopo l'arresto di Marco Boato in seguito ad alcuni scontri con la polizia (successivamente verrà assolto con formula piena), Rostagno intensifica la propria attività di leader politico di estrema sinistra.
Dopo la laurea, per due anni fa il ricercatore al CNR, poi si trasferisce a Palermo tra il 1972 e il 1975, perché gli viene conferito l'incarico di assistente nella cattedra di sociologia dell'Università di Palermo. In quegli anni si occupa di diffondere il movimento politico di Lotta Continua come responsabile regionale. Alle elezioni politiche del 1976 si candida alla Camera come LC nella lista Democrazia Proletaria nei collegi di Milano, Roma e Palermo, ma il seggio non scatta per pochi voti.
Dopo lo scioglimento di Lotta Continua, alla fine del 1976, da lui fortemente voluto, ritorna a Milano e nel dicembre del 1977 è fra i fondatori di Macondo (nome tratto da Cent'anni di solitudine di Gabriel García Márquez), un centro culturale che divenne punto di riferimento per l'estrema sinistra alternativa, fino a quando non venne chiuso dalla polizia il 22 febbraio 1978, per le attività legate a spaccio di sostanze stupefacenti. Rostagno viene arrestato, ma successivamente prosciolto.

### L'influenza di Osho e la comunitàSaman

Mauro Rostagno negli anni ottanta

Dopo la chiusura del centro culturale Macondo, sceglierà di recarsi in India insieme alla compagna Elisabetta Roveri, che è per tutti Chicca, una ragazza milanese, di origini brianzole, conosciuta nel 1970 all'Università di Milano, e alla loro figlia Maddalena.
A Poona si unisce agli arancioni del guru Bhagwan Shree Rajneesh (in seguito noto come Osho), di cui è divenuto seguace leggendo un suo libro che gli era stato portato mentre era in carcere per la vicenda del Macondo, prendendo nel 1979 dal suo Maestro il nome di Swami Anand Sanatano (Anand Sanatano significa "eterna beatitudine").
Nel 1980 Rostagno torna in Italia e con Francesco Cardella fonda a Lenzi, vicino a Trapani, la comunità Saman, insieme a Chicca Roveri, divenuta nel frattempo la sua seconda moglie. Si tratta di una comune ispirata agli insegnamenti di Osho Rajneesh, e quando nel 1981 Osho si trasferisce negli Stati Uniti d'America per fondare la controversa comunità di Rajneeshpuram in Oregon, Saman diviene comunità terapeutica che si occupa tra l'altro del recupero di persone tossicodipendenti.
Durante questo periodo si avvicina al leader socialista Bettino Craxi, che sostiene le attività di Saman e degli amici di Rostagno e Cardella.

### Le inchieste giornalistiche
Dalla metà degli anni ottanta lavora come giornalista e conduttore anche per l'emittente televisiva locale Radio Tele Cine (RTC), dove in seguito si avvale della collaborazione anche di alcuni ragazzi della Saman. Intervista Paolo Borsellino e Leonardo Sciascia, e indaga su Cosa nostra e il suo potere. Attraverso la TV denuncia le collusioni tra Cosa nostra e politica locale: tra i tanti servizi giornalistici di denuncia del fenomeno, la trasmissione di Rostagno seguiva tutte le udienze del processo per l'omicidio del sindaco Vito Lipari, nel quale erano imputati i boss mafiosi Nitto Santapaola e Mariano Agate, che durante la pausa di un'udienza mandò a dire a Rostagno che «doveva dire meno minchiate» sul suo conto.

### L'agguato e la morte
Il 26 settembre 1988 viene assassinato in un agguato in contrada Lenzi, a poche centinaia di metri dalla sede della Saman, all'interno della sua auto, una Fiat Duna DS bianca, da alcuni uomini nascosti ai margini della strada; mentre rientrava alla comunità con una giovane ospite (che si salverà divenendo l'unica testimone del delitto) i sicari mafiosi gli spararono con un fucile a pompa calibro 12, che scoppiò in mano a uno degli assassini, e una pistola calibro 38.

## Le indagini sull'omicidio
Bettino Craxi e Claudio Martelli, quest'ultimo presente al funerale di Rostagno, indicarono subito la responsabilità della mafia nell'omicidio, ma nel 1996 la procura di Trapani reagì all'indicazione della pista mafiosa, accusando i due esponenti socialisti di voler depistare le indagini. La pista mafiosa fu quella che venne proposta subito dopo il delitto anche dai quotidiani siciliani e nazionali.
Il delitto mafioso fu la pista percorsa immediatamente dagli inquirenti: il capo della squadra mobile Calogero Germanà affermò che si trattava di un delitto tipicamente mafioso mentre il maggiore Nazareno Montanti, Comandante del Reparto Operativo del Comando Provinciale dell'Arma dei Carabinieri di Trapani, lo riteneva un omicidio commesso da dilettanti, per il fatto del fucile esploso in mano al sicario.

Durante l'ultimo processo, che individuò in due esponenti della mafia siciliana i responsabili dell'omicidio, emerse in maniera evidente il modo maldestro con cui i Carabinieri di Trapani, comandati dal maggiore Nazareno Montanti, avevano condotto le indagini. Il pubblico ministero Gaetano Paci denunciò durante il processo come fossero scomparse delle prove, come testimoni chiave fossero stati ascoltati con ritardo e come le intercettazioni fossero state attivate solo otto mesi dopo l'omicidio. Il magistrato dichiarò in aula: 
Forte emerse il sospetto di tentativi di depistaggio sulle prime indagini che esclusero subito il movente mafioso.

## I depistaggi
Tuttavia negli anni successivi, l'indagine passò nelle mani di diversi magistrati che indagarono su piste alternative a quella mafiosa: infatti poco tempo prima di essere ucciso, Rostagno ricevette una comunicazione giudiziaria sull'uccisione del commissario Luigi Calabresi e avrebbe potuto, secondo quest'ipotesi, accusare gli ex compagni di Lotta Continua di coinvolgimento nel delitto; anche in questo caso non si raccolsero che scarsi indizi. Il "pentito" di LC Leonardo Marino aveva accusato Adriano Sofri, Giorgio Pietrostefani e Ovidio Bompressi dell'omicidio Calabresi e furono inviati avvisi di garanzia a gran parte dell'ex dirigenza del movimento extraparlamentare per coinvolgimento nel delitto o in rapine di autofinanziamento. La pista che legava l'omicidio Rostagno al delitto Calabresi fu in realtà un depistaggio, suggerito da un carabiniere a un giudice milanese, che poi difatti la smentì. Il colonnello dei Carabinieri Elio Dell'Anna attribuì al magistrato Lombardi (giudice istruttore nel processo per l'omicidio del commissario Calabresi) affermazioni come "il Rostagno era al corrente di tutte le motivazioni, compresi esecutori e mandanti concernenti l'omicidio Calabresi [...] il Rostagno aveva rotto i ponti con i suoi ex compagni di Lotta e forse aveva intenzione di dire la verità" e la convinzione che l'omicidio fosse maturato nel contesto di Lotta Continua. Lombardi invece negò decisamente di avere mai affermato che il delitto Rostagno era da collegarsi all'omicidio Calabresi.
Sofri, amico di Rostagno e a cui fu impedito di partecipare al funerale, fu uno dei più forti sostenitori della pista mafiosa difendendo sempre gli amici e la moglie di Rostagno che saranno accusati negli anni successivi. Anche l'avvocato con cui il fondatore di Saman si era confidato, Giuliano Pisapia, smentirà seccamente le menzogne contenute nel rapporto del colonnello Dell'Anna:
La procura di Trapani, nel 1996, ipotizzò ancora - su indicazione della DIGOS - che il delitto potesse essere maturato all'interno di Saman per spaccio di stupefacenti tra i membri della comunità, suscitando forti polemiche. Emise mandati di cattura ad alcuni ospiti della comunità, individuati come esecutori materiali del delitto, a Cardella (all'inizio raggiunto solo da un avviso di garanzia) come mandante (che si rifugiò in Nicaragua) e alla Roveri, compagna di Rostagno, accusata di favoreggiamento; anche questa pista completamente inconsistente, per altro oggetto di pesanti speculazioni giornalistiche, fu poi abbandonata. La Roveri venne scarcerata dopo un periodo, e la sua detenzione per ordine del pm Garofalo venne duramente criticata da molti, tra cui lo stesso Adriano Sofri. Taluni hanno parlato di questa pista come di un altro depistaggio.
In seguito Francesco Cardella e il suo autista Giuseppe Cammisa furono indicati come trafficanti di armi: un'inquietante teoria, che descriveva la morte di Rostagno come legata alla scoperta di un traffico d'armi con la Somalia, attraverso due ex dragamine della marina svedese acquistati dal Cardella per la Saman come sede "marina" della comunità, ma che spesso furono visti a Malta e, sembra, nel corno d'Africa.
La pista familiare e quella di Lotta Continua furono anche sostenute, per un periodo, da alcuni giornalisti, ad esempio da Marco Travaglio e Giuseppe D'Avanzo (quest'ultimo si scusò).

## Il processo e le condanne
Dopo alcune richieste di archiviazione e la costituzione di alcune parti civili, nel febbraio 2011 partì a Trapani il processo di primo grado per la morte di Rostagno, dopo 23 anni dalla sua uccisione per mano mafiosa. La Corte d'Assise della città siciliana, presieduta da Angelo Pellino, nel maggio 2014 ha condannato in primo grado all'ergastolo i boss trapanesi Vincenzo Virga e Vito Mazzara, accusati dell'omicidio di Rostagno.
Tra le motivazioni del delitto, deciso dai vertici di Cosa nostra trapanese, vi sarebbero le sue numerose denunce del potere della criminalità mafiosa siciliana (specialmente sull'omicidio Lipari) e il suo rifiuto a più miti consigli, fatto con minacce e pressioni.
Rimangono da accertare i rapporti tra Cosa nostra e la massoneria deviata denunciati da Beniamino Cannas e Caterina Ingrasciotta, sebbene le indagini fossero più volte oggetto di depistaggio.
La Corte di assise di appello di Palermo con sentenza del 19 febbraio 2018, in parziale riforma della sentenza emessa di primo grado, ha assolto Vito Mazzara e ha invece confermato la condanna alla pena dell'ergastolo per Vincenzo Virga, come mandante dell'omicidio nella qualità di capo della famiglia mafiosa di Trapani.
Riguardo alla posizione del Mazzara, il giudice di appello ha ritenuto non sufficientemente affidabile la prova del DNA effettuata su frammenti lignei della carcassa di un fucile rinvenuti sul luogo del delitto, in particolare per effetto della mancata preventiva quantificazione del DNA sulle tracce rinvenute nel sotto-canna dell'arma. In entrambi i gradi di giudizio, la difesa si era avvalsa, quale consulente di parte, del generale dei Carabinieri in congedo Luciano Garofano, già comandante del RIS di Parma (Reparto Carabinieri Investigazioni Scientifiche) dal 1995 al 2009.
Relativamente al ruolo di Vincenzo Virga, la sentenza di secondo grado ha respinto, in quanto non supportata da alcun dato di fatto, l'ipotesi che successivamente alla deliberazione dell'omicidio, intervennero altri soggetti, estranei al contesto mafioso e comunque interessati alla eliminazione fisica di Mauro Rostagno - le cosiddette piste alternative - i quali anticiparono la realizzazione di quel deliberato e commisero per loro conto l'omicidio.
A novembre 2020, a 32 anni dalla morte, la Cassazione ha confermato l'ergastolo per il boss Vincenzo Virga, rigettando i ricorsi presentati dalla difesa di Virga e dalla procura generale di Palermo contro la sentenza della Corte d’Assise d’Appello di Palermo del febbraio 2018.

## Ipotesi e fatti collegati alla morte

### Il collegamento con l'omicidio Mastrantonio
Nel 1989 fu inoltre ucciso Vincenzo Mastrantonio, un tecnico dell'Enel, impiegato in contrada Lenzi, che era l'autista del boss mafioso Vincenzo Virga. La sera dell'omicidio Rostagno, lungo il viottolo dove avvenne il delitto mancò misteriosamente la corrente elettrica a causa di un black out, Secondo alcune testimonianze, la cabina elettrica era stata manomessa e secondo gli inquirenti, Mastrantonio manomise la cabina e partecipò anche al delitto, ma la richiesta di riesumazione del cadavere per confrontare l'impronta dei polpastrelli di Mastrantonio con quella rinvenuta su un bossolo ritrovato sul luogo dell'omicidio non fu accolta.

### Presunti collegamenti coi servizi segreti e il delitto Alpi-Hrovatin
Nel 1997 emerse una pista che portava al traffico d'armi e alla guerriglia somala, all'uccisione della giornalista Ilaria Alpi (assieme a quella del suo cameraman Miran Hrovatin) in Somalia e all'agente del SISMI (i Servizi segreti militari italiani), il maresciallo Vincenzo Li Causi. Quest'ultimo operò in quegli anni per l'organizzazione Gladio a Trapani, e nella zona coordinò una base logistica del SISMI, la Skorpio, presso il Centro Scorpione, nata nel 1987 - e dietro alla quale, secondo diverse dichiarazioni, si nascondeva una cellula di Gladio. Nel 1991 il SISMI lo aveva poi inviato ripetutamente in Somalia dove il 12 novembre 1993 morì in un agguato compiuto da banditi, come successe anche alla Alpi il 20 marzo 1994. In sintesi, l'ipotesi suggerisce che Rostagno avesse scoperto un traffico di armi, tramite le rivelazioni della moglie di un ufficiale trapanese dei servizi (Angelo Chizzoni)  in cui sarebbero stati coinvolti Cardella, Cammisa e i Servizi deviati, e volesse farne pubblica denuncia.
Tuttavia non furono mai trovate prove concrete a sostegno di queste piste, che vennero tutte archiviate. Il legame con Gladio invece emergerà anche sulla pista mafiosa, attraverso un intreccio tra cosche, massoneria deviata, settori militari corrotti e Gladio stessa (in passato collegamenti emersero già per quanto riguarda la strage di Alcamo Marina, avvenuta sempre nel trapanese), finalizzato al traffico di droga e armi, mettendo in luce un inquietante legame con episodi criminosi come l'omicidio Alpi-Hrovatin. L'accertamento della morte di Rostagno per mano della mafia non ha mai escluso difatti il collegamento con il traffico d'armi. La convinzione che Rostagno fosse stato ucciso su ordine di non meglio precisati "poteri forti" (e che fosse meno importante l'esecutore materiale quanto piuttosto il motivo), fu anche quella dell'amico di gioventù Renato Curcio; anche se questi successivamente dirà di aver parlato sull'onda dell'emozione, il fondatore delle BR nel 1993 in proposito dichiarò:

### Le indagini dei legami tra "Cosa nostra" e massoneria
Nel 1997 l'inchiesta passò alla Direzione Distrettuale Antimafia di Palermo, che acquisì le dichiarazioni di alcuni collaboratori di giustizia. Secondo il collaboratore Vincenzo Sinacori (ex esponente di spicco della cosca di Mazara del Vallo), l'omicidio Rostagno era stato determinato dai suoi interventi giornalistici di denuncia che davano fastidio agli esponenti di Cosa nostra della provincia di Trapani, i quali discussero la sua eliminazione in occasione di alcuni incontri tenutisi a Castelvetrano, a cui partecipò Sinacori stesso insieme ai boss mafiosi Francesco Messina Denaro (all'epoca rappresentante mafioso della provincia di Trapani), Francesco Messina (detto Mastro Ciccio, mafioso di Mazara del Vallo) e altri. In seguito Sinacori apprese che Messina Denaro aveva dato incarico a Vincenzo Virga (capo della cosca di Trapani e del relativo mandamento) perché provvedesse all'uccisione di Rostagno.
Le dichiarazioni di Sinacori vennero anche confermate dai collaboratori Giovanni Brusca e Angelo Siino, che parlò anche di un misterioso viaggio compiuto in Sicilia da Licio Gelli (Gran Maestro della loggia P2) nel periodo del finto sequestro del bancarottiere Michele Sindona (agosto-ottobre 1979). Secondo Siino, Gelli venne in Sicilia per proporre un piano separatista ai massoni trapanesi, che in realtà doveva servire per fare arrivare un avviso ricattatorio ai precedenti alleati politici di Sindona. Infatti le indagini dell'epoca non avevano considerato alcuni verbali redatti da Rostagno alcuni mesi prima di essere ucciso, in cui scriveva di essere venuto a conoscenza che Gelli era venuto a Trapani più di una volta ed era stato ospitato dai boss mafiosi Mariano Agate (iscritto alla loggia massonica segreta Iside 2) e Natale L'Ala.
Francesco Milazzo riferì di aver appreso da Vincenzo Mastrantonio che l'omicidio, avvenuto il giorno prima, era stato commesso dai picciotti di Valderice - identificabili in Vito Mazzara, Salvatore Barone e Nino Todaro - a cui nel corso dell'esecuzione era scoppiato in mano il fucile.
Oltre alle dichiarazioni dei collaboratori di giustizia, vennero acquisiti i risultati di una perizia balistica che accertò che Rostagno venne ucciso con lo stesso fucile impiegato per eliminare il poliziotto Giuseppe Montalto nel 1995 e per compiere altri omicidi di mafia nella provincia di Trapani. Come esecutore materiale del delitto Montalto era già stato condannato in via definitiva Vito Mazzara, capo della cosca di Valderice e strettamente legato al boss Vincenzo Virga. Per queste ragioni, nel 2009 venne emesso un mandato di custodia cautelare in carcere per Virga e Mazzara, accusati di essere rispettivamente il mandante e uno degli esecutori materiali del delitto Rostagno.

## Riconoscimenti
- Nel 1999 Mauro Rostagno viene iscritto "alla memoria" all'Ordine dei giornalisti della Sicilia, a partire dal giorno della sua morte.
- In sua memoria è stato istituito il premio di giornalismo scolastico "Mauro Rostagno" promosso da Libera[36]
- Mauro Rostagno è ricordato ogni anno il 21 marzo nella Giornata della Memoria e dell'Impegno di Libera, la rete di associazioni contro le mafie, che in questa data legge il lungo elenco dei nomi delle vittime di mafia e fenomeni mafiosi
- In memoria di Mauro Rostagno nel 2020 è nato il Premio nazionale di teatro Mauro Rostagno promosso dall'Associazione  daSud. a Roma. Nel 2021 al premio si è aggiunto il festival di teatro "Mauro Rostagno".
- Nel 2011, insieme con Andrea Gentile, la figlia minore Maddalena "Kusum" Rostagno ha pubblicato un libro sulla storia e sul suo rapporto con il padre, intitolato: Il suono di una mano sola - Storia di mio padre Mauro Rostagno, edito da Il Saggiatore (2011).[37]

## Curiosità
- Mauro Rostagno fu il primo giornalista in Italia a girare, negli anni ottanta, uno spot sulla prevenzione dell'AIDS.[38]

## Opere letterarie
- Mauro Rostagno, Crack! Si è rotto qualcosa, Musolini, 1978.
- Mauro Rostagno, Macondo, con Claudio Castellacci, SugarCo, 1978.
- Mauro Rostagno, Renato Curcio, Fuori dai denti, Gammalibri, 1980
- Mauro Rostagno, Chi non ama parlar di giovani?, in Salvatore Mugno,  Ho mangiato le fragole (PDF), Trapani-New York, Coop. Editrice Antigruppo Siciliano-Cross-Cultural Communications, 1988, ISBN 0-89304-526-8
- Mauro Rostagno, Elisabetta Roveri, Francesco Cardella, La scuola del Sud. Un nuovo modello di terapia residenziale della comunicazione costruito sulla teoria dei giochi, Cukku, 1988.
- Mauro Rostagno, Parole contro la mafia, a cura di Salvatore Mugno, Ravenna, C.V.U.R., 1992.

## Filmografia
- A Trento, vent'anni dopo, intervista di Lillo Gullo a Mauro Rostagno, Rai - TgR Trentino-Alto Adige, 28 febbraio 1988
- Saman, regia di Guido Tosi, film per la TV trasmesso da Rai Due, 1992
- Vita e morte di Mauro Rostagno, Luci ed ombre di Gianni Lo Scalzo, 1996
- Macondo a Milano 1977-78, di Michele Sordillo, 2004
- Una voce nel vento, su koinefilm.it. URL consultato il 17 aprile 2007 (archiviato dall'url originale il 28 giugno 2007), documentario su Mauro Rostagno, regia di Alberto Castiglione, 2005
- Le due città, il '68 a Trento, di L. Pevarello, 2008
- Sanatano. La Vita di Mauro Rostagno, di Federico Zanghì, 2012
- La Rivoluzione in Onda, documentario di Alberto Castiglione, 2015
- Mauro Rostagno, il giornalista vestito di bianco, documentario di Antonio Carbone, Rai Storia, 2016